# Чечельницька Олеся Сергіївна
Олеся Сергіївна Чечельницька (нар. 11 березня 1978, с. Крушинівка Бершадський район, Вінницька область) — українська акторка.

## Життєпис
Олеся Чечельницька народилася 11 березня 1978 року в селі Крушинівка Бершадського району на Вінниччині. Вже у 6 років в анкеті написала: «я буду акторкою».
У 1999 році закінчила Київське державне вище музичне училище імені Рейнгольда Глієра, факультет-вокал, спеціалізація — акторка-вокалістка; ступінь бакалавра (майстер-Русова Тетяна Миколаївна).
У 2004 році закінчила Київський національний університет культури і мистецтв — режисер драматичного театру, акторка (майстер — Ільченко Петро Іванович).
У 1996—2012 роках працювала акторкою-вокалісткою урочистих заходів та викладачкою акторської майстерності, естрадного вокалу, акторської майстерності, бек-вокалу.

## Фільмографія
| Рік         | Проект                     | Кіностудія                                      | Режисер                                                                              | Роль                            |
| ----------- | -------------------------- | ----------------------------------------------- | ------------------------------------------------------------------------------------ | ------------------------------- |
| 2010        | «Єфросинія»                | «Мостелефільм» за участю «Київтелефільм»        | Володимир Дощук, Володимир Дяченко, Максим Мокрушев, Олег Масленников                | покупець квартири               |
| 2011        | «Ластівчине гніздо»        | «Friends Production», «Новий канал»             | Кирило Кашликов, Олександр Тименко                                                   | епізод, повія                   |
| 2011        | «Таксі»                    | «Film.UA», «Імперія Добра» на замовлення «ICTV» | Антон Щербаков, Аркадій Непиталюк                                                    | епізод                          |
| 2012        | «Батьківський інстинкт»    | «Star Media»                                    | Антон Азаров                                                                         | дивна жінка                     |
| 2012 — 2017 | «Віталька»                 | «ТЕТ»                                           | Олексій Даруга, Дмитро Карпенко                                                      | Марина Францівна, мати Вітальки |
| 2013        | «Бар „Дак“»                |                                                 | Єгор Федяєв                                                                          | мати, роль другого плану        |
| 2013        | «Темні лабіринти минулого» | «Star Медіа»                                    | Олег Туранський                                                                      | жінка                           |
| 2013        | «Бар „Дак“»                |                                                 | Єгор Федяєв                                                                          | епізод, продавчиня              |
| 2013-2015   | Рятівники з Алупки         | ТЕТ                                             | Олексій Даруга                                                                       | теща Костянтина                 |
| 2015        | «Прокурори»                | «Київтелефільм»                                 | Наталія Мікрюкова                                                                    | Ніна Сергіївна Матвієнко        |
| 2015        | «Відділ 44»                | «Про-ТБ»                                        | Володимир Дощук, Володимир Дяченко, Анатолій Степаненко, Ігор Шкурін, Сергій Терещук | Марія Варавкіна                 |
| 2015        | «Володимирська, 15»        | «Film.UA» для «ICTV»                            | Валерій Рожко, Олег Туранський, Олександр Пархоменко                                 | Маруся, продавчиня              |
| 2015        | «Жереб долі»               | «Star Медіа»                                    | Олександр Буденний                                                                   | епізод, листоноша               |
| 2015        | «Слідчі»                   |                                                 | Василь Сініцин                                                                       | сусідка                         |
| 2016        | «Запитайте у осені»        | «07 Продакшн» на замовлення телеканалу «Інтер»  | Олег Масленников, Аліна Чеботарьова                                                  | господарка квартири             |
| 2016        | «Поганий хороший коп»      | «StarLightMedia» / «Film.UA» / «ICTV»           | Максим Литвинов                                                                      | Галина                          |
| 2016        | «Не зарікайся»             | «Front Cinema»                                  | Дмитро Гольдман, Сергій Кравець                                                      | медсестра                       |
| 2016        | «Катерина»                 | «1+1 Продакшн» / «Sister's production»          | Олександр Тименко                                                                    | Валентина                       |
| 2017        | «Готель Галіція»           | «ТЕТ»                                           | Андрій Бурлака                                                                       | адміністраторка пані Стефа      |
| 2017        | «Провідниця»               | «Mamas Film Production»                         | Сергій Сотниченко, Тарас Дудар                                                       | Валя, сусідка                   |

### Реклама
- 2011 — Москва. Соціальная реклама «Державні пенсійні фонди», режисер Максим Ксенда;
- 2013 — Україна. Реклама «Будинок сиру» любляча мама, режисер Ярослав Чеважевський;
- 2013 — Україна. «Лото забава», дружина, режисер Ярослав Чеважевський.

### Озвучування
- Український повнометражний мультфільм у форматі 3D «Хто боїться Бабая» — чарівна пташка Алконост[3].